# Václav Viktor Morávek

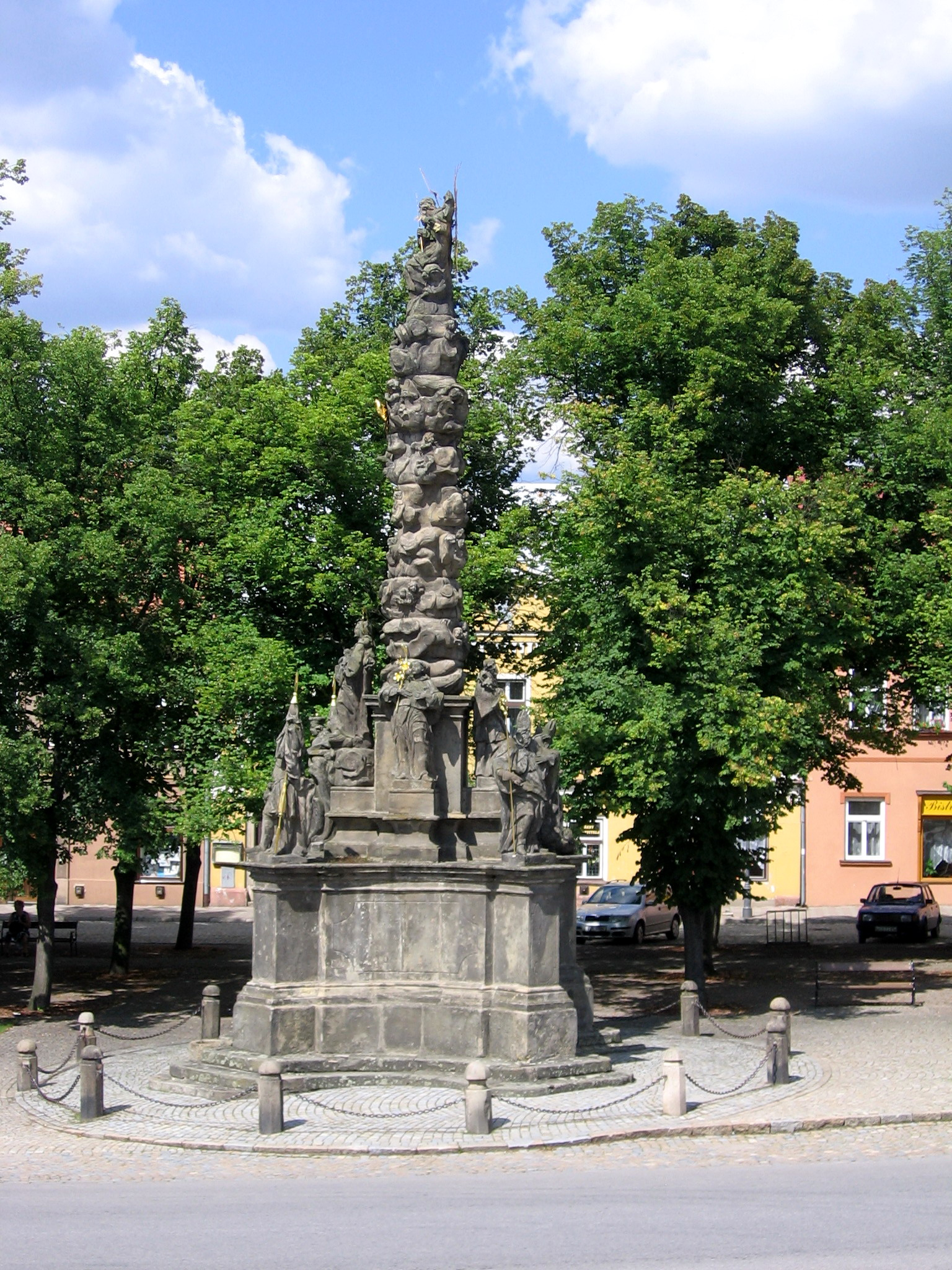
Sousoší Nejsvětější trojice od V. V. Morávka v Polné

Václav Viktor Morávek (5. září 1715 Polná – 31. března 1779 Polná) byl český sochař.

## Život
Narodil se v rodině sochaře a řezbáře Martina Ignáce Morávka. Byl žákem (pouze do svých 16 let) slavného sochaře Ferdinanda Maxmiliána Brokoffa, po návratu do Polné převzal otcovu dílnu, kterou postupně rozšířil. Vypustil práci se dřevem a řezbářství, zaměřoval se především na kamenické a sochařské práce. Jeho tvorbu můžeme najít především v kraji Vysočina zejména na Polensku. Pracoval hlavně s žulou, mramorem a pískovcem. Sochal hlavně sochy a sousoší světců, trojiční a mariánské sloupy, kašny, náhrobní kameny či Boží muka. Vytesal 4 hraniční kameny v okolí Jihlavy. Jeho nejvýznamnějším dílem je socha Nejsvětější trojice na polenském Husově náměstí pocházející z roku 1750.
Zaměřoval se na barokní sochy světců a světic, jejichž exempláře se nacházejí např. v Dobroutově, Rybném, Šlapanově, Záborné či Ždírci.
V roce 1774 se stal radním města Polná. Zemřel v 64 letech v roce 1779 v domě čp. 69.

### Příbuzenstvo
- Martin Ignác Morávek (*26.11.1678, Polná-10.5.1762, Miličín), sochař a řezbář, otec V. V. Morávka, žák Jana Brokoffa, hlava rodinné sochařské dílny
- Antonín Ignác Morávek (*3.9.1709, Polná[5]), syn M. I. Morávka, bratr V. V. Morávka,
- Ignác Prokop Morávek (*5.7.1711, Polná[6] - 1.7.1769, Uherské Hradiště), syn M. I. Morávka, bratr V. V. Morávka, sochař, od 40. let 18. století působil na Slovácku, jeho práce k vidění v kostele servitů ve Veselí nad Moravou, v bývalém jezuitském chrámu v Uherském Hradišti , v kostele sv. Václava v Boršicích u Buchlovic, v kostelích ve Strážnici a Hluku
- Jan Martin Morávek (*16.5.1718, Polná[7]), syn M. I. Morávka, bratr V. V. Morávka, jezuitský kněz v Praze
- Mikuláš František Morávek (*5.12.1720, Polná[8]- 28.12.1794, Miličín), syn M. I. Morávka, bratr V. V. Morávka, kněz v Dolní Krupé u Havlíčkova Brodu a v Miličíně
- Vincenc Josef Morávek (*5.4.1723, Polná[9]), syn M. I. Morávka, bratr V. V. Morávka, kněz v Miličíně
- František Morávek, (* 6. 10. 1725, Polná), syn M. I. Morávka, bratr V. V. Morávka, sochař, jeho díla je možno vidět v Soběslavi, Mladé Vožici, Miličíně,